# Juan Esnáider
Juan Eduardo Esnáider (ur. 5 marca 1973 w Mar del Plata) – argentyński piłkarz pochodzenia niemiecko–hiszpańskiego występujący na pozycji napastnika, trener piłkarski. Były reprezentant Argentyny.

## Kariera piłkarska
Esnáider zawodową karierę rozpoczynał w 1990 roku w klubie Ferro Carril Oeste. Na początku 1991 roku trafił do hiszpańskiego Realu Madryt. W Primera División zadebiutował 11 maja 1991 roku w wygranym 4:1 pojedynku z Athletikiem Bilbao. Sezon 1991/1992 w rezerwach Realu, Castilli. Potem wrócił do pierwszej drużyny Realu. 14 marca 1993 roku w zremisowanym 2:2 spotkaniu z CD Logroñés strzelił pierwszego gola w Primera División. W tym samym roku wywalczył z zespołem wicemistrzostwo Hiszpanii oraz Puchar Króla.
W 1993 roku Esnáider odszedł do Realu Saragossa, także grającego w Primera División. Pierwszy ligowy mecz zaliczył tam 5 września 1993 roku przeciwko Sevilli (1:2). W 1994 roku zdobył z klubem Puchar Króla, a w 1995 Puchar Zdobywców Pucharów. W tym samym roku wrócił do Realu Madryt, gdzie tym razem spędził rok.
W 1996 roku Esnáider przeszedł do Atlético Madryt, również występującego w Primera División. Zadebiutował tam 1 września 1996 roku w wygrany, 2:0 pojedynku z Celtą Vigo, w którym zdobył także bramkę. Przez rok w barwach Atlético rozegrał 35 spotkań i strzelił 16 goli.
W 1997 roku został graczem innego zespołu Primera División, Espanyolu. W jego barwach zadebiutował 31 sierpnia 1997 roku w wygranym 3:1 spotkaniu z Athletikiem Bilbao, w zdobył także 2 bramki. Po 1,5 roku spędzonym w Espanyolu, Esnáider odszedł do włoskiego Juventusu. W 2000 roku wywalczył z nim wicemistrzostwo Włoch. W tym samym roku został wypożyczony do Realu Saragossa, gdzie spędził rok.
W połowie 2001 roku podpisał kontrakt z portugalskim FC Porto. Jego barwy reprezentował przez pół roku. Na początku 2002 wrócił do Argentyny, gdzie został graczem River Plate. W tym samym roku zdobył z nim mistrzostwo fazy Clausura. W River Plate grał przez rok.
W styczniu 2003 roku Esnáider trafił do francuskiego AC Ajaccio. Po roku odszedł do hiszpańskiego Realu Murcia. Występował tam przez rok. Potem grał w Newell’s Old Boys, gdzie w 2004 roku zakończył karierę.

## Kariera reprezentacyjna
W reprezentacji Argentyny Esnáider zadebiutował 21 grudnia 1995 roku w wygranym 6:0 towarzyskim meczu z Wenezuelą. W latach 1995–1997 w drużynie narodowej rozegrał w sumie 3 spotkania i zdobył 2 bramki.

## Kariera trenerska
W latach 2009–2010 był asystentem trenera Míchela w hiszpańskim klubie Getafe CF. Następnie był szkoleniowcem m.in. Realu Saragossa B, drużyny rezerw Realu Saragossa oraz hiszpańskiego Córdoba CF. 12 kwietnia 2016 został trenerem piłkarzy Getafe CF, zastąpił zwolnionego Frana Escribę.